# 陳大綸
陳大綸（1504年—？），字伯言，號豹谷，廣西南寧衛軍籍，南直隸舒城縣人，明朝政治人物。

## 生平
嘉靖七年（1528年）戊子科廣西鄉試第四十二名舉人。嘉靖八年（1529年）中式己丑科會試第八十五名，登第三甲第一百八十二名進士。歷官福州府、韶州府知府。

## 家族
曾祖陳亮；祖父陳清；父陳琚，曾任判官。母蔡氏；繼母李氏。慈侍下。兄大經（贡士）。弟大紀、大綱。

## 著作
- 《秋夜月下有懷回文》

幽情寫寄一書箋，目送飛鴻度海煙。
愁客旅懷時序晚，獨身人怨夜幽偏。
秋聲木落飄前砌，月影花移漸上簾。
留滯此心傷遠別，悠悠歧路隔長川。